# Атлетика на Летњим олимпијским играма 2016 — штафета 4 × 100 метара за жене
Штафетна трка 4 х 100 метара за жене, је била, једна од 47 дисциплина атлетског програма на Летњим олимпијским играма 2016. у Рио де Жанеиру, Бразил. Такмичење је одржано 18. и 19. августа на Олимпијском стадиону Жоао Авеланж.
Титулу олимпијске победнице са Олимпијских игара у Лондону 2012 одбранила је штафета САД-а.

## Учесници
Учествовало је 16 штафета, из исто толико земаља.
1. Бразил (2)
2. Гана (1)
3. Јамајка (3)
4. Казахстан (1)
5. Канада (1)
6. Кина (3)
7. Немачка (3)
8. Нигерија (1)
9. Пољска (1)
10. САД (3)
11. Тринидад и Тобаго (1)
12. Уједињено Краљевство (1)
13. Украјина (1)
14. Француска (2)
15. Холандија (1)
16. Швајцарска (1)

## Рекорди пре почетка такмичења
(стање 11. август 2016) 
| Светски рекорд          | 40,82 | Сједињене Државе · (Тијана Медисон, Алисон Филикс, Бјанка Најт, Кармелита Џетер) | Лондон, Уједињено Краљевство | 3. август 2012. |
| Олимпијски рекорд       | 40,82 | Сједињене Државе · (Тијана Медисон, Алисон Филикс, Бјанка Најт, Кармелита Џетер) | Лондон, Уједињено Краљевство | 3. август 2012. |
| Најбољи резултат сезоне | 41,62 | Немачка · (Татјана Пинто, Лиза Мајер, Ђина Лукенкемпер, Ребека Хазе)             | Манхајм, Немачка             | 29. јул 2016.   |

## Сатница
Сатница такмичења на сајту ИААФ
| Датум                     | Локално време | Време               | Ниво          |
| ------------------------- | ------------- | ------------------- | ------------- |
| Четвртак 18. август 2016. | 11:20         | 16:20               | Квалификације |
| Петак 19. август 2016.    | 22:15         | 3:15 (субота 20.8.) | Финале        |

## Победнице
| | |                                                                               |
| Тијана Медисон · Алисон Филикс · Бјанка Најт · Кармелита Џетер · Џениба Тармо* · Лорин Вилијамс* · Сједињене Америчке Државе | Шели-Ен Фрејзер-Прајс · Шерон Симпсон · Вероника Кембел-Браун · Керон Стјуарт · Саманта Хенри-Робинсон* · Schillonie Calvert* · Јамајка | Олесја Повх · Христина Стуј · Марија Рјемјењ · Јелизавета Бризгина · Украјина |

* такмичарке обележене звездицом су трчале у квалификацијама, не и у финалу.

## Резултати

### Квалификације
Штафете су биле подељене у две групе по 8. У финале су се аутоматски квалификовале по прве три из обе групе (КВ) и две према постигнутом резултату. (кв).
| ! Поз. | Гру. | Ста. | Штафета | Атлетичарке | НР | Вр. | Бел. |
| ------ | ---- | ---- | ------- | ----------- | -- | --- | ---- |
| 1.     |      |      |         |             |    |     |      |
| 2.     |      |      |         |             |    |     |      |
| 3.     |      |      |         |             |    |     |      |
| 4.     |      |      |         |             |    |     |      |
| 5.     |      |      |         |             |    |     |      |
| 6.     |      |      |         |             |    |     |      |
| 7.     |      |      |         |             |    |     |      |
| 8.     |      |      |         |             |    |     |      |
| 9.     |      |      |         |             |    |     |      |
| 10.    |      |      |         |             |    |     |      |
| 11.    |      |      |         |             |    |     |      |
| 12.    |      |      |         |             |    |     |      |
| 13.    |      |      |         |             |    |     |      |
| 14.    |      |      |         |             |    |     |      |
| 15.    |      |      |         |             |    |     |      |
| 16.    |      |      |         |             |    |     |      |

### Финале
| Пласман | Стаза | Штафета              | Атлетичарке                                                                      | Резултат | Белешка |
| ------- | ----- | -------------------- | -------------------------------------------------------------------------------- | -------- | ------- |
|         | 1     | САД                  | Тијана Бартолета, Алисон Филикс, Инглиш Гарднер, Тори Боуи                       | 41,01    | НРС     |
|         | 6     | Јамајка              | Кристанија Вилијамс, Елејн Томпсон, Вероника Кембел-Браун, Шели-Ен Фрејзер-Прајс | 41,36    | НРС     |
|         | 5     | Уједињено Краљевство | Аша Филип, Дезире Хенри, Дина Ашер-Смит, Дарил Неита                             | 41,77    | НР      |
| 4.      | 4     | Немачка              | Татјана Пинто, Лиза Мајер, Ђина Лукенкемпер, Ребека Хазе                         | 42,10    |         |
| 5.      | 7     | Тринидад и Тобаго    | Семој Хакет, Мишел-Ли Ахје, Кели-Ен Баптист, Калифа Св Форт                      | 42,12    | НРС     |
| 6.      | 8     | Украјина             | Олесја Повх, Наталија Погребњак, Марија Рјемјењ, Јелизавета Бризгина             | 42,36    | НРС     |
| 7.      | 2     | Канада               | Фара Жак, Кристал Емануел, Филиција Џорџ, Khamica Bingham                        | 43,15    |         |
| 8.      | 2     | Нигерија             | Глорија Асумну, Блесинг Окагбаре, Џенифер Маду, Агнес Осазува                    | 43,21    |         |